# Dacops abdominalis
Dacops abdominalis är en tvåvingeart som först beskrevs av Krober 1915.  Dacops abdominalis ingår i släktet Dacops och familjen stekelflugor. Inga underarter finns listade i Catalogue of Life.